# Henry Lincoln
Henry Lincoln (ur. 12 lutego 1930 w Londynie jako Henry Soskin, zm. w lutym 2022) – brytyjski prezenter telewizyjny, aktor drugoplanowy oraz pisarz. Autor serii książek dla BBC 2, w których opisywał rzekome tajemnice francuskiej miejscowości Rennes-le-Château. Współautor książki Święty Graal i Święta Krew, która stała się inspiracją dla Dana Browna do napisania powieści Kod Leonarda da Vinci.

## Kariera
Lincoln studiował aktorstwo na Royal Academy of Dramatic Art. W 1964 napisał scenariusz do jednego z odcinków The Barnstromers a także zagrał w dwóch odcinkach. Wystąpił również w innych produkcjach: Don't Raise the Bridge, Lower the River, Święty, Man in a Suitcase oraz The Champions.

## Rennes-le-Château
W 1969 Lincoln zainspirowany książką Gérarda de Sede Le Trésor Maudit de Rennes-le-Château (pl. Przeklęty skarb Rennes-le-Château) która mówiła o domniemanym skarbie którym były pergaminy odnalezione w filarze przez księży w miejscowym kościele, rozpoczął badania na temat pergaminów i ewentualnego skarbu. Wyniki swojej pracy oraz teorie na temat okolicy opisał w kilku książkach. Nagrał również filmy dokumentalne pokazane w BBC 2 The Lost Treasure of Jerusalem (1972), The Priest, the Painter and the Devil (1974) oraz The Shadow of the Templars (1979).

## Święty Graal i Święta Krew
Henry Lincoln jest współautorem kontrowersyjnej książki "Święty Graal i Święta krew" razem z Michaelem Baigentem i Richardem Leigh. Autorzy poznali się w 1970, gdy Michael pracował nad projektem na temat Zakonu Templariuszy. W trójkę stworzyli teorię, według której Jezus Chrystus miał z Marią Magdaleną bliskie kontakty. Po ukrzyżowaniu Chrystusa, Maria miała dotrzeć łodzią na południe Francji i urodzić dziecko Jezusa, które poprzez późniejsze małżeństwa zapoczątkowało ród Merowingów – francuską rodzinę królewską.

## Proces sądowy
Część z pomysłów z książki "Święty Graal i Święta Krew" zostało zaprezentowanych w przez Dana Browna w Kodzie Leonarda da Vinci.
W 2006 Baigent i Leigh złożyli pozew przeciwko wydawcy książki Browna, Random House, posądzając wydawcę o naruszenie praw autorskich.
7 kwietnia 2006 Sąd Najwyższy odrzucił roszczenia do praw autorskich, czym Brown wygrał sprawę. Henry Lincoln, podobno z powodu choroby, nie był obecny w czasie postępowania, lecz określił naruszenie praw przez Browna jako "Czyn nieco niegrzeczny".